# Follia omicida (film 1997)
Follia omicida (Bad Day on the Block) è un film del 1997 diretto da Craig R. Baxley.

## Trama
Lyle Wilder è un pompiere di Los Angeles noto per le sue numerose azioni eroiche; nella sfera privata, l'uomo ha però un carattere talmente violento da sfociare nella psicopatia, cosa che ha portato la moglie a divorziare e a prendere con sé il loro bambino. Con il passare del tempo, l'uomo ha così sviluppato un profondo rancore nei confronti dei suoi vicini di Casa, i Braverton, che ai suoi occhi rappresentano la famiglia idealizzata e felice che non è mai riuscito a ottenere. Tutta la rabbia che Lyle covava da tempo, infine, esplode: prendendo come pretesto il fatto che Zach – il figlio della coppia – aveva rotto con l'aeroplanino radiocomandato di un amico la finestra della sua camera, si introduce nella casa dei vicini e minaccia Catherine, la madre.
D'accordo con il marito Reese, Catherine decide di chiamare la polizia, che tuttavia si mostra poco propensa a intervenire: dei due agenti accorsi sul posto, Al Calavito e Sandy Tierra, quest'ultima ha inoltre una grande considerazione di Lyle per le imprese da lui compiute; così, quando subdolamente l'uomo afferma che Reese picchia la moglie, la poliziotta gli crede e immagina che Catherine soffra di manie di persecuzione. Dopo un'ulteriore incursione di Lyle in casa Braverton, i due poliziotti ritornano sul posto: l'agente Al comprende che Lyle aveva mentito, e anche Sandy è costretta a ricredersi.
I due si recano nell'abitazione del pompiere per interrogarlo e portarlo in centrale, ma dopo avere trovato il cadavere di Ron – un tecnico cinese che Lyle, senza ragione e spinto soltanto dal razzismo, aveva ucciso nel pomeriggio – vengono a loro volta crudelmente assassinati. Lyle irrompe infine in casa Braverton: picchia a sangue Reese, sequestra i piccoli Zach e Marcie e obbliga Catherine a "giocare" con lui alla roulette russa, sebbene l'unico scopo sia in realtà sterminare i quattro nella maniera più dolorosa possibile. La donna riesce però ad avere la meglio e ad impadronirsi della pistola, uccidendo il maniaco quando tenta nuovamente di attaccarla. I Braverton possono così tornare a vivere una vita tranquilla.

## Distribuzione
Negli Stati Uniti – pur essendo stata inizialmente pianificata una distribuzione cinematografica – la pellicola è stata distribuita dalla Largo Entertainment direct-to-video nel corso del 1997; in Italia la pellicola è stata proiettata nei cinema dalla C.V.C. nell'autunno 1998, e successivamente distribuita in VHS.

### Edizione italiana
L'edizione italiana di Follia omicida è stata curata dalla C.R.C. di Roma, su dialoghi di Fabrizio Campaiola e direzione del doppiaggio di Fabrizio Gargiulo.